# 左翼 (波兰)
左翼（波蘭語：Lewica）是波兰的一个左翼政党联盟。该联盟成立于2019年7月19日，为应对2019年波兰议会选举而成立。该联盟最初由民主左翼联盟、波兰社会党、春天和左翼一起组成。2021年，民主左翼联盟和春天合併為新左翼。

## 政治思想
左翼的政治包括以下內容：
- 對可再生能源的投資
- 自然重建，包括重新造林和恢復濕地
- 任命動物權利内阁主管官员，禁止毛皮養殖和馬戲團使用動物表演
- 針對乾旱和洪水的全國農作物保險
- 削減華沙以外的1/4部委和政府機構
- 废止國家記憶研究院，废除“被詛咒的士兵”国定纪念日。
- 將研發支出增加到GDP的2％
- 病假工資和病假福利金額相當於基本工資加上100％的獎金和津貼
- 確定最低工資為平均工資的60％
- 公共部門的最低工資為3500波蘭茲羅提
- 擴大國家勞動監察局的權力
- 處方藥的最高費用為5波蘭茲羅提
- 2024年將公共醫療支出增加到GDP的7.2％
- 在學校引入健康和性教育
- 在2021年至2031年內成立公營企業，並提供100萬份工作崗位
- 體外受精報銷
- 新生兒雙方至少12週的全薪和強制假
- 教會資金的透明度和廢除教會基金
- 放寬波蘭的墮胎法
- 對內閣的性別平等
- 引入同性婚姻和民事結合

## 成员

### 现成员
- 新左翼
- 波兰社会党
- 劳动联盟

### 前成员
- 左翼一起

## 選舉表現
| 年   | 得票      | 得票率（%） | 席次     | 席次增減 | 執政     |
| ---- | --------- | ----------- | -------- | -------- | -------- |
| 2019 | 2,319,946 | 12.56 (#3)  | 49 / 460 | ▲ 49     | 反對黨   |
| 2023 | 1,859,018 | 8.61 (#4)   | 26 / 460 | ▼23      | 聯合政府 |

| 年   | 得票      | 得票率（%） | 席次    | 席次增減 | 執政     |
| ---- | --------- | ----------- | ------- | -------- | -------- |
| 2019 | 415,745   | 2.28 (#4)   | 2 / 100 | ▲ 2      | 反對黨   |
| 2023 | 1,122,512 | 5.33 (#5)   | 9 / 100 | ▲7       | 聯合政府 |